# شيلا إنغرام
شيلا إنغرام (بالإنجليزية: Sheila Ingram)‏ هي منافسة ألعاب القوى أمريكية، ولدت في 23 مارس 1957 في واشنطن العاصمة في الولايات المتحدة.

## وصلات خارجية
- شيلا إنغرام على موقع الاتحاد الدولي لألعاب القوى (الإنجليزية)
- شيلا إنغرام على موقع اللجنة الأولمبية الدولية (الإنجليزية)
- شيلا إنغرام على موقع أوليمبيديا (الإنجليزية)